# Liste der Monuments historiques in Garges-lès-Gonesse
Die Liste der Monuments historiques in Garges-lès-Gonesse führt die Monuments historiques in der französischen Stadt Garges-lès-Gonesse auf.

## Liste der Bauwerke
| Bezeichnung | Beschreibung              | Standort             | Kennzeichnung | Schutzstatus | Datum | Bild |
| ----------- | ------------------------- | -------------------- | ------------- | ------------ | ----- | ---- |
| Schloss     | Erbaut im 17. Jahrhundert | Rue de Verdun (Lage) | PA00080065    | Inscrit      | 1944  |      |

## Liste der Objekte

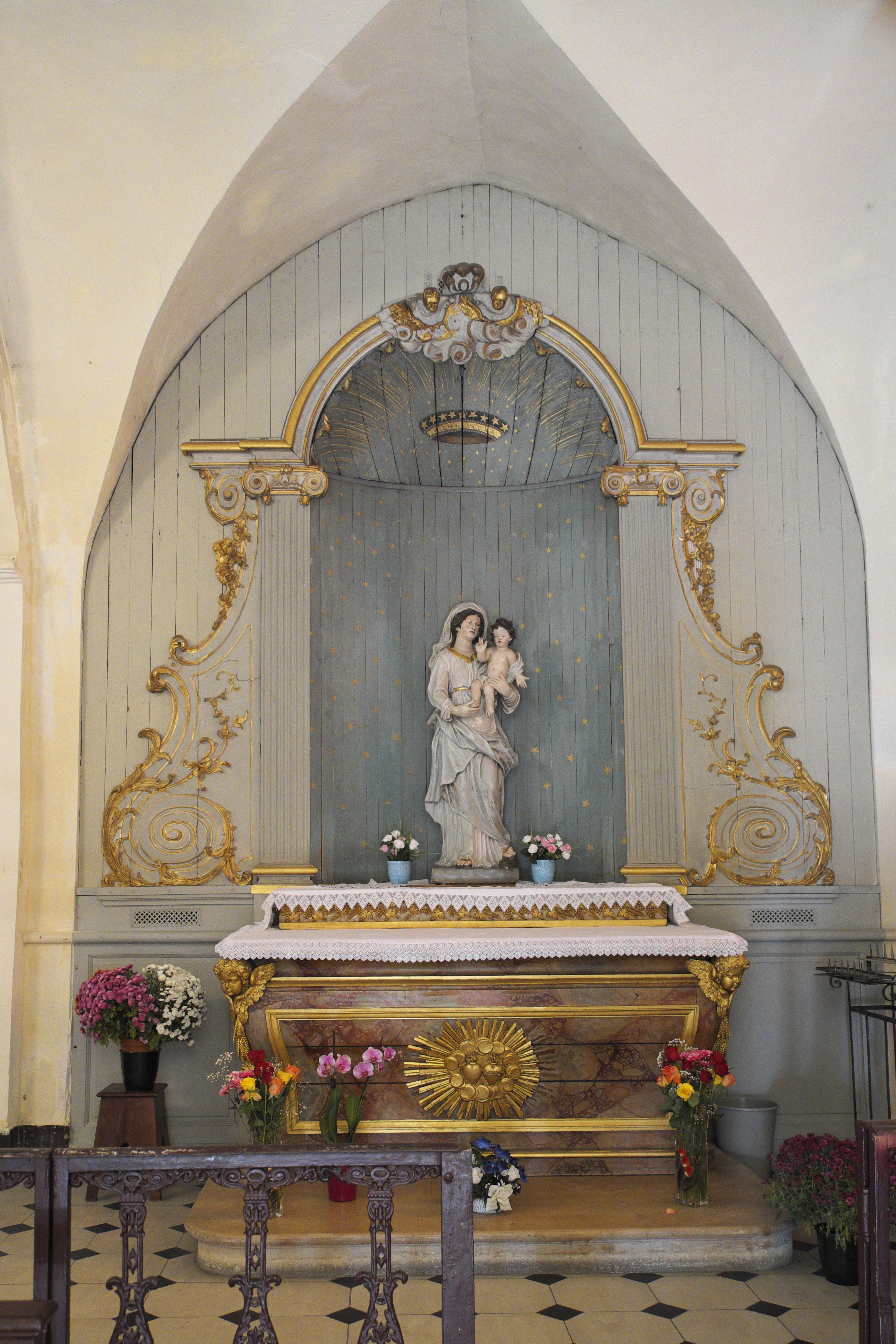
Seitenaltar mit Skulptur Madonna und Kind (18. Jahrhundert) in der Kirche St-Martin

- Monuments historiques (Objekte) in Garges-lès-Gonesse in der Base Palissy des französischen Kultusministeriums